# Pia Allgaier
Pia Ovanda (* 1992 als Pia Allgaier in Nesselwang) ist eine deutsche Sängerin. Bekannt wurde sie unter anderem durch Rollen in den deutschen Synchronfassungen der Filme Rapunzel – Neu verföhnt und Die Eiskönigin – Völlig unverfroren, in denen sie jeweils die Gesangsparts für eine der Hauptfiguren übernahm.

## Karriere
Ovanda stammt aus einer Musikerfamilie und begann mit vier Jahren ihr erstes Instrument, das Akkordeon, zu spielen. Es folgten Geigenunterricht und Cellounterricht bei Wolfgang Nüsslein. Im Orchester ihres Vaters hatte sie Solistenrollen als Sängerin. Ihre Ausbildung als Sängerin begann sie bei Petra Scheeser. 2010 riet die Dozentin der 18-Jährigen, sich bei Tommy Ampers Tonstudio in München zu melden. Amper suchte zu dieser Zeit die Singstimmen für die deutsche Fassung des Spielfilmes Rapunzel – Neu verföhnt. Ovanda übernahm die Gesangsparts der Titelrolle. 2011 nahm sie ein Studium des Jazz-Gesangs an der Hochschule für Musik und darstellende Kunst in Mannheim bei Ann Malcolm auf und wechselte nach zwei Jahren zu Annette von Eichel an die Musikhochschule Köln. 2016 gründete sie mit der deutschen Pianistin und Komponistin Carina Madsius die Synthpopband Madsiusovanda, mit der sie auf der London Fashion Week 2017 und als Opening-Act des amerikanischen Saxofonisten Marcus Strickland aufgetreten ist.

## Synchron-Gesangsrollen
- 2010: Rapunzel in Rapunzel – Neu verföhnt (Im Original: Mandy Moore)
- 2013: Prinzessin Anna in Die Eiskönigin – Völlig unverfroren (Im Original: Kristen Bell)
- 2015: Prinzessin Anna in Die Eiskönigin – Party-Fieber (Im Original: Kristen Bell)
- 2017: Emma Swan in Once Upon a Time – Es war einmal … (Im Original: Jennifer Morrison)
- 2017: Prinzessin Anna in Die Eiskönigin: Olaf taut auf (Im Original: Kristen Bell)
- 2018: Jaina Prachtmeer in World of Warcraft – Kriegsbringer: Jaina[7] (Im Original: Laura Bailey)
- 2019: Prinzessin Anna in Die Eiskönigin II (Im Original: Kristen Bell)
- 2019: Bombalurina in Cats (Im Original: Taylor Swift)
- 2020: Chang’e in Die bunte Seite des Monds (Im Original: Phillipa Soo)
- 2022: Die blaue Fee in Pinocchio (Im Original: Cynthia Erivo)